# Schuttertal
Schuttertal è un comune tedesco di 3 181 abitanti, situato nel land del Baden-Württemberg.